# Trại tập trung Sachsenhausen
Sachsenhausen (phát âm tiếng Đức: [zaksənˈhaʊzən]) hoặc Sachsenhausen-Oranienburg là một trại tập trung của Đức Quốc xã ở Oranienburg, Đức được sử dụng từ năm 1936 đến cuối Đệ tam Quốc xã vào tháng 5 năm 1945. Nó chủ yếu giam giữ các tù nhân chính trị trong suốt Thế chiến II. Các tù nhân nổi tiếng bao gồm con trai lớn nhất của Joseph Stalin, Yakov Dzhugashvili, sát thủ Herschel Grynszpan, Paul Reynaud, thủ tướng áp chót của Pháp, vợ và con của Thái tử Bavaria, lãnh đạo quốc gia Ukraine, Stepan Bandera, và một số quân nhân chính trị.
Sachsenhausen là một trại lao động được trang bị một số trại con, buồng hơi ngạt và khu vực thí nghiệm y tế. Các tù nhân được đối xử khắc nghiệt, được cho ăn một cách tiết kiệm và bị giết chết một cách công khai. Những người bị giam cầm ở Sachsenhausen là những người đàn ông và phụ nữ mà Đức Quốc xã muốn giết chết, không chỉ vì tôn giáo của họ, mà vì niềm tin chính trị và quyền lực của họ đối với những người lắng nghe họ. Sau Thế chiến II, khi Oranienburg ở Khu vực chiếm đóng của Liên Xô, cấu trúc này đã được NKVD sử dụng làm trại đặc biệt NKVD Nr. 7. Ngày nay, Sachsenhausen mở cửa cho công chúng như một đài tưởng niệm cho sự tàn bạo đã xảy ra trong trại.